# Bobby Brown (football, 1923)
Ne doit pas être confondu avec Bobby Brown (football, 1953).
Pour les articles homonymes, voir Bobby Brown et Brown.
Robert Brown, couramment appelé Bobby Brown, est un footballeur international puis entraîneur écossais né le 19 mars 1923 à Dunipace (Falkirk) et mort le 15 janvier 2020. 
Évoluant au poste de gardien de but, il est particulièrement connu pour ses saisons aux Rangers et pour avoir été sélectionneur de l'équipe d'Écosse. Il fait partie du Rangers FC Hall of Fame.
Il compte six sélections en équipe d'Écosse.

## Biographie

### Carrière en club
Natif de Dunipace, Falkirk, Bobby Brown commence sa carrière à Queen's Park où il s'établit rapidement comme le gardien titulaire de l'équipe. Toutefois, sa carrière fut mise en parenthèse par la Seconde Guerre mondiale où il servit comme instructeur dans la Royal Navy. Pendant la guerre, il joua comme guest dans les clubs de Portsmouth, Chester City, Chelsea et Plymouth Argyle.
Après la guerre, il continua une saison à Queen's Park et connut sa première sélection avec l'équipe d'Écosse, ce qui constitue la dernière fois qu'un joueur fut sélectionné comme titulaire en équipe d'Écosse à la fois comme joueur amateur et comme joueur des Queen's Park.
En 1946, il s'engagea pour les Rangers où il passa 10 saisons, jouant 296 matches officiels pour 109 blanchissages (dont 211 matches de championnat) avec une série de 179 matches d'affilée entre le 10 août 1946 et le 16 avril 1952. Il y gagna 3 titres de champion, 3 Coupes d'Écosse et 2 Coupes de la Ligue écossaise. Il faisait notamment partie de l'équipe des Rangers qui réalisa le premier triplé championnat-Coupe-Coupe de la Ligue lors de la 1948-49. En 1956, il s'engagea pour Falkirk pour 2.200£ où il finit sa carrière de joueur après 2 saisons.
Il se reconvertit alors comme entraîneur, dirigeant l'équipe de St Johnstone pendant neuf saisons avant de devenir sélectionneur de l'équipe d'Écosse pendant 4 ans. Pour son tout premier match à la tête de l'équipe en 1967, il l'emporta 3-2 en amical à Wembley contre l'Angleterre alors championne du monde, ce qui permit aux Écossais de se déclarer, sur le ton de la blague, champions du monde non officiel. Après quitté cette fonction en 1971, il se reconvertit dans les affaires, éloignées du football, même s'il gardait un rôle de recruteur-conseiller auprès de Plymouth Argyle. Il vit désormais sa retraite à Helensburgh.

### Carrière internationale
Bobby Brown reçoit 6 sélections en faveur de l'équipe d'Écosse. Il joue son premier match le 23 janvier 1946, pour un match nul 2-2, à l'Hampden Park de Glasgow, contre la Belgique en match amical. Il reçoit sa dernière sélection le 18 octobre 1952, pour une victoire 2-1, au Ninian Park de Cardiff, contre le Pays de Galles en British Home Championship. Il réalise un blanchissage lors de ses 6 sélections.
Il participe avec l'Écosse aux British Home Championship de 1947, 1949, 1952 et 1953.

## Palmarès

### Comme joueur
- Rangers :
  - Champion d'Écosse en 1946-47, 1948-49 et 1949-50
  - Vainqueur de la Coupe d'Écosse en 1948, 1949 et 1950
  - Vainqueur de la Coupe de la Ligue écossaise en 1947 et 1949

### Comme entraîneur
- St Johnstone :
  - Vainqueur de la D2 écossaise en 1959-60 et 1962-63

- Écosse
  - Vainqueur du British Home Championship en 1969-70